# Badoc (Kosovo)
Badoc (albanisch auch Badoci, serbisch Бадовац Badovac) ist ein Dorf im Kosovo. Badoc gehört zur Gemeinde Gračanica. Die Hauptstadt Pristina ist über Hajvalia nur zwölf Kilometer entfernt.

## Bevölkerung
| Jahr | Einwohner |
| ---- | --------- |
| 1948 | 116       |
| 1953 | 186       |
| 1961 | 671       |
| 1971 | 280       |
| 1981 | 302       |
| 1991 | 413       |
| 2011 | 15        |

Die Volkszählung in der Republik Kosovo aus dem Jahr 2011 ergab, dass in dem Dorf Badoc nur 15 Menschen wohnten, die sich alle als Albaner bezeichneten.